# Rolex
Rolex SA é uma empresa suíça fabricante de relógios de pulso de luxo, fundada em Londres no ano de 1905 sob o nome de Wilsdorf & Davis pelo relojoeiro alemão Hans Wilsdorf e Alfred Davis. Fabrica anualmente cerca de 2 milhões de relógios e tem sede em Genebra. É detida pela Fundação Hans Wilsdorf, também detentora da Tudor, sendo amplamente conhecida como a maior marca de relógios do mundo. Tem o estatuto de non-profit. 
É amplamente considerada um símbolo de estatuto social, tendo sido avaliada como uma das 100 marcas mais valiosas do mundo em 2007. 
Aquando do lançamento de edições comemorativas, a Rolex utiliza como data de fundação o ano de 1908 uma vez que embora remonte a 1905, o inicial nome de Wilsdorf & Davis só se tornou em Rolex no fim dos anos 10.

## Lojas
Em Portugal a Rolex tem apenas 1 boutique na Avenida da Liberdade, sendo a distribuição oficial assegurada pela boutique Torres Joalheiros.
No Brasil existem 4 boutiques, em São Paulo, no Rio de Janeiro, em Campinas e em Goiânia, sendo a distribuição oficial assegurada por várias boutiques como Manoel Bernardes e Sara Ipanema, estendendo o número de boutiques autorizadas no país a cerca de 25. 

## História
Inicialmente a empresa teve o nome de Wilsdorf & Davis, pois Wilsdorf fundou-a juntamente com seu cunhado. Naquele tempo, geralmente relógios de bolso eram produzidos por relojoeiros suíços porque as manufaturas ainda tinham dificuldade em produzir movimentos precisos e confiáveis no pequeno tamanho de uma caixa de relógio. Wilsdorf era um perfeccionista que melhorou os padrões da fabricação de relógios ao esforçar-se por menores e mais precisos movimentos que transformaram estilo e moda, dos relógios de bolso para menores e mais práticos relógios de pulso. A Aegler, uma pequena companhia suíça, concordou em fornecer a Wilsdorf movimentos pequenos o suficiente para serem usados no pulso. A produção de Wilsdorf incluía uma variedade de desenhos de caixa: casuais, formais e esportivos. 	
Em 1910, a Rolex enviou seu primeiro movimento para a Escola de Horologia da Suíça. A ele foi concedida a primeira classificação de cronômetro para um relógio de pulso do mundo. Wilsdorf reconhecia como as principais necessidades de um relógio: 1) manter a hora precisa, e 2) ser confiável. Com o prêmio de "Cronômetro", a exatidão da medida do tempo foi considerada como sob controle, e Wilsdorf começou a trabalhar na melhoria da confiabilidade de seus relógios. Um dos principais problemas daquele tempo era que poeira e umidade entravam na caixa do relógio e progressivamente danificavam o movimento. Para resolvê-lo, precisava-se desenvolver uma caixa completamente à prova de água e poeira. Poeira e água penetravam nos relógios através do fundo da caixa e da coroa. Wilsdorf desenvolveu um sistema de coroa e caixa rosqueadas que revolucionou a indústria do relógio.

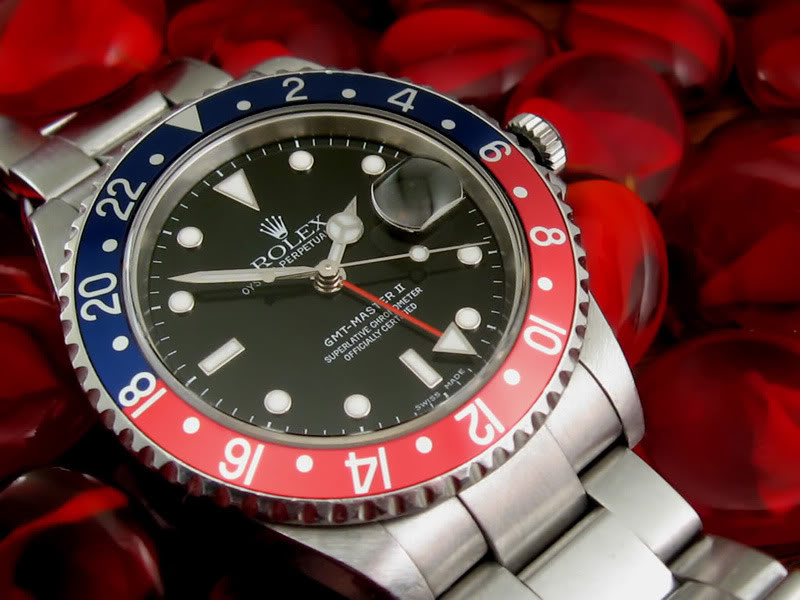
Rolex GMT Master II, igual ao de Che Guevara

O primeiro relógio à prova de água foi inteligentemente anunciado ao redor do mundo. Naquele tempo, o público era particularmente cético se o relógio seria realmente à prova de água. Contudo, após ver um relógio dentro de um aquário em uma vitrine, muitas pessoas eram convencidas. Esta campanha gerou uma enorme divulgação da marca Rolex. Desde então, a Rolex tem permanecido na vanguarda da indústria relojoeira. Hoje, praticamente todos os fabricantes de relógios seguiram a Rolex e oferecem relógios à prova de água.
O Rolex Prince, desenvolvido em 1928, tornou-se um campeão de vendas, com seu mostrador duplo e sua caixa retangular. Em 1931 a Rolex inventou o "Rotor", uma placa de metal semicircular que sob a ação da gravidade, movia-se livremente para carregar a corda do relógio. Com isto, o movimento Rolex "Perpetual" havia nascido. A fama da Rolex aumentou ainda mais, e a marca tornou-se um grande símbolo de status.
Mas o mais conhecido relojoeiro suíço foi sempre considerado como um intruso em Genebra. Talvez porque a empresa não começou na Suíça. Como foi mencionado, a Rolex foi fundada em Londres, em 1905, por Wilsdorf, então com 24 anos, um alemão que tornou-se cidadão inglês após casar-se com uma inglesa. Era um tempo em que as fronteiras nacionais tendiam a definir as ambições de um homem, mas Wilsdorf pensou grande desde o início. Em 1908, antes que ninguém tivesse proferido o termo multinacional, Wilsdorf registrou com marca a palavra Rolex, um nome facilmente pronunciável em diferentes idiomas e curto o suficiente para se adequar a um mostrador de relógio. Diz-se que Wilsdorf sonhou com a palavra ao andar em um ônibus em Londres, tendo sido inspirado pelo som de um relógio ao ser dada a corda. Wilsdorf não deixou a Inglaterra até após a Primeira Guerra Mundial, quando um imposto de importação de 33 por cento tornou o recebimento de seus movimentos fabricados na Suíça proibitivamente caros.
A companhia em sua primeira década foi guiada pela obsessão implacável de seu fundador pela precisão. Wilsdorf ainda não estava contente . Ele queria inventar o primeiro relógio de pulso verdadeiramente preciso, um com o qual você realmente pudesse governar sua vida. A validação veio em 1914, quando o Observatório Kew de Londres certificou um relógio de pulso Rolex com sendo tão preciso quanto um cronômetro marítimo. Foi a primeira vez que um relógio de pulso recebeu o status de "cronômetro" - uma classificação que, mesmo nos dias de hoje, é obtida por relativamente poucos relógios.

## Marcas distintivas

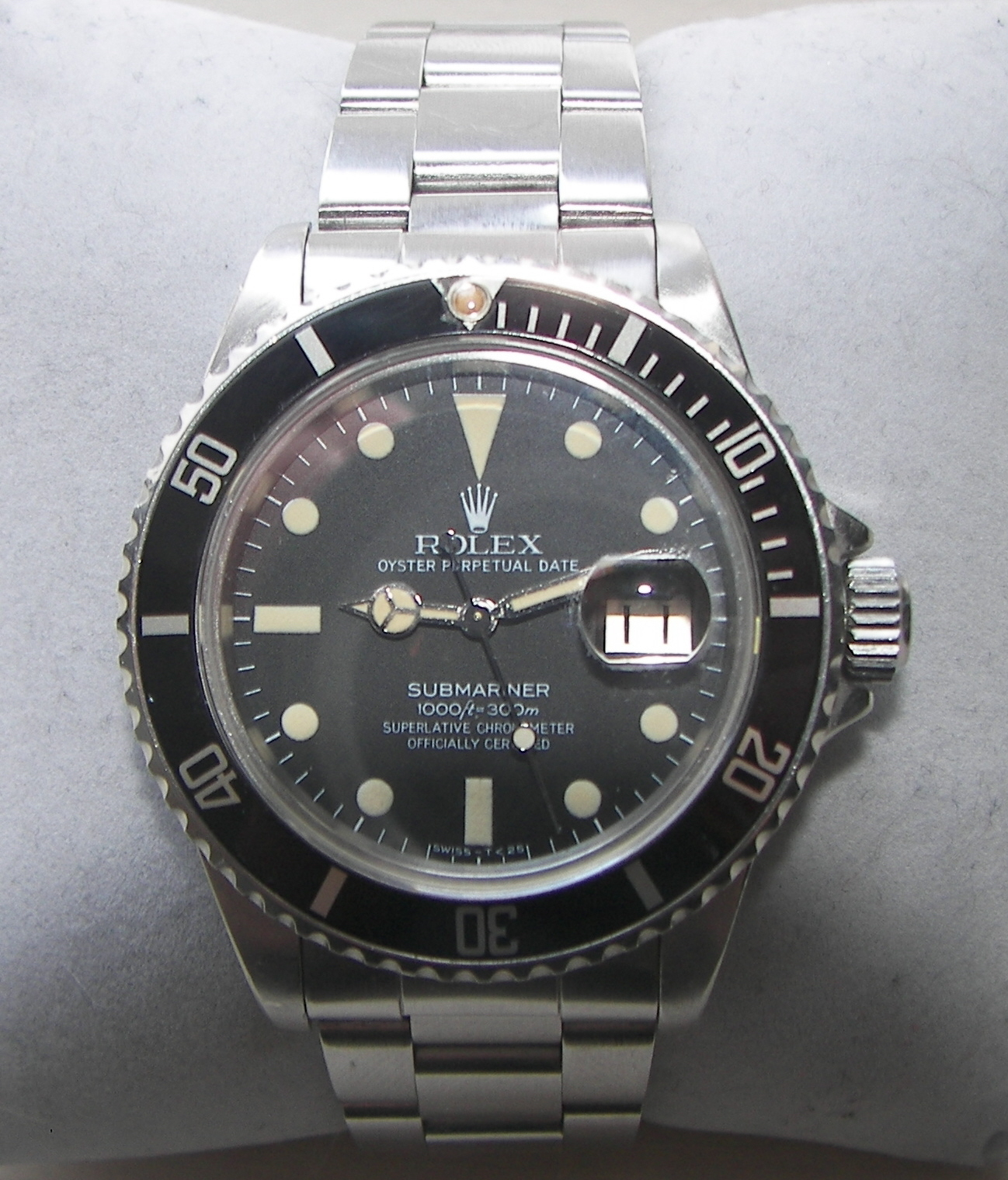
Rolex Submariner, um dos modelos mais conhecidos

Observadores da indústria dizem que o que distingue a Rolex de outras grandes marcas é sua aparência característica – uma face grande e redonda unida a um largo bracelete – que se torna familiar tanto em uma quadra de basquetebol como em uma recepção de gala. Identificável a distância, a aparência de um Rolex tem um apelo sem igual, quase universal. Esportistas valorizam a sua robustez; aventureiros, a sua confiabilidade; a nobreza, sua elegância. A evolução de seu desenho poderia ser melhor descrita como quase imperceptível. Houve mudanças ao longo dos anos, mas somente nos detalhes. Tome-se por exemplo o primeiro relógio com calendário, o Datejust. Colocando-se lado a lado um Datejust de 1945 e outro de 2005, ver-se-á a semelhança. Provavelmente não haverá uma única peça interna que seja intercambiável, mas o desenho externo evoluiu em questão de detalhes.

## Daytona Paul Newman
Este apelo atemporal sempre se traduz em um excelente investimento. No final dos anos 1990, na casa de leilões Christie's, de Londres, a excitação causada pela venda de uma coleção privada de 360 Rolex, datados dos anos 1910 a 1990, surpreendeu até os maiores conhecedores. O ponto alto do leilão foi a venda de um ícone - um Cosmograph Daytona Paul Newman em aço inox a corda manual do final dos anos 1960 (assim chamado porque o ator usou um em 1969) em que o martelo bateu em 21.212 dólares, duas vezes o seu valor estimado. O Paul Newman, com seu mostrador chamativo e grandes índices, não foi um sucesso imediato e foi produzido por um tempo muito limitado. Seu meteórico crescimento de popularidade iniciou em meados dos anos 1980, sendo os primeiros a iniciá-lo. Era perfeitamente possível no início dos anos 1980 comprar um Daytona a um preço 20 ou 25 por cento abaixo do preço de lista na Inglaterra ou EUA ao mesmo tempo em que os italianos pagavam de 30 a 40 por centos acima do preço de lista. Pode-se dizer que, no mínimo, era um excelente negócio para algumas pessoas empreendedoras.
No momento em que a febre do Daytona varria a Europa e os Estados Unidos no final dos anos 1980, um relançamento já estava a caminho. Introduzido em 1991, o Daytona atualizado replicou o cronógrafo original - um stopwatch embutido que era perfeito para cronometrar corridas de cavalo ou treinos de beisebol - mas acrescentou uma corda automática. Hoje, o Cosmograph em aço inox com mostrador branco - a combinação mais rara e aquela que Paul Newman usava fora da tela - é um dos relógios mais cobiçados dos EUA. O Daytona atualmente tem no mercado secundário um valor maior que o seu preço de venda. Assumindo que se consiga um, é um relógio que poderia ser comprado novo e revendido com um lucro de 2.000 dólares. E em aço.

## Rolex Oyster

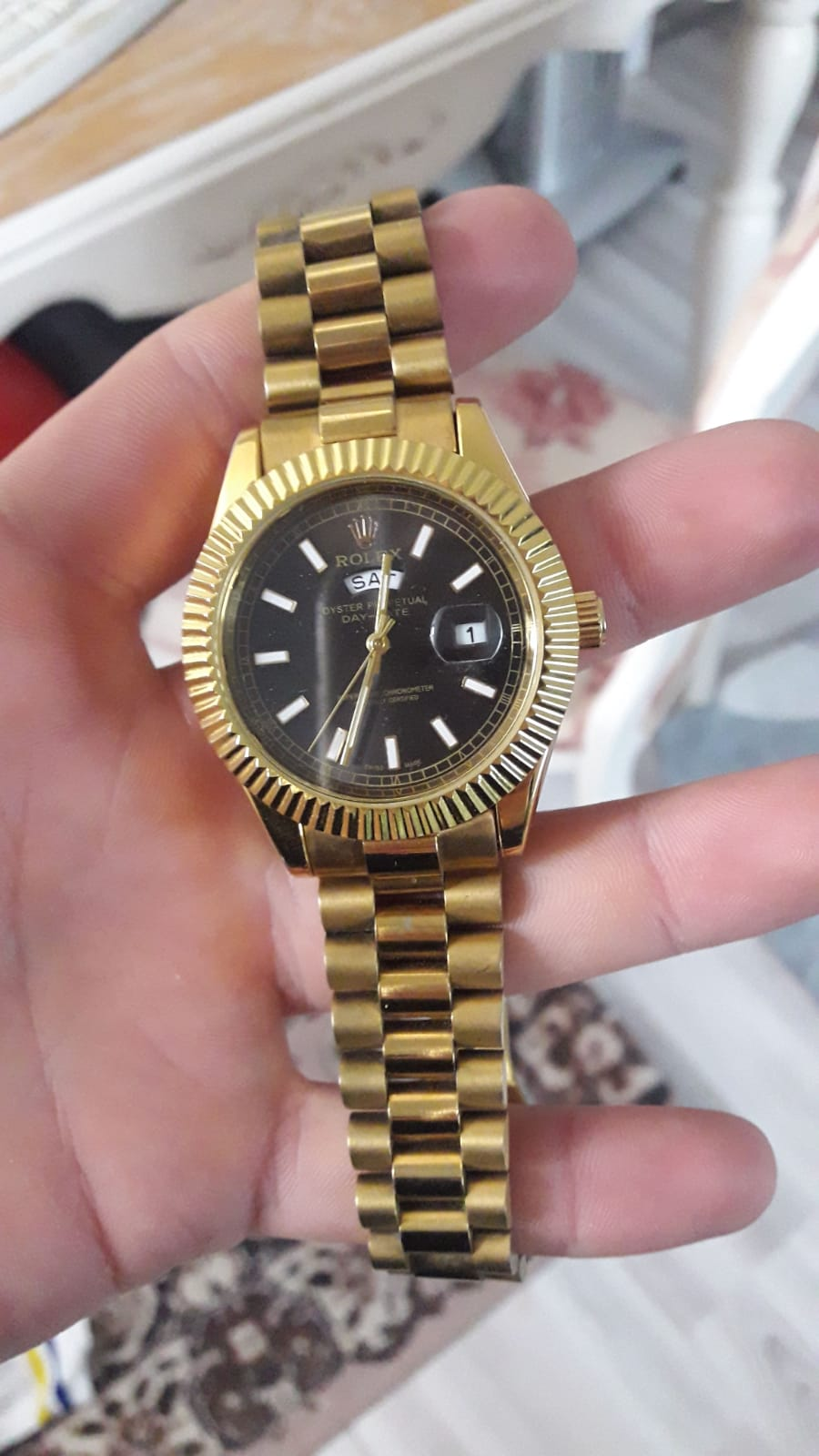
Rolex SA

A precisão melhorada não transformou imediatamente o relógio de pulso em um item essencial no guarda-roupa do homem comum. Poeira, calor e umidade tinham a capacidade de provocar estragos nos intrincados movimentos mecânicos, e os primeiros modelos requeriam muita manutenção para serem práticos. O grande avanço da Rolex veio em 1926, quando Wilsdorf desenvolveu uma caixa que era impenetrável e à prova de água. O segredo era uma revolucionária coroa com dupla trava que era rosqueada na caixa como uma escotilha de um submarino para criar um selo hermético. Relembrando sua dificuldade em abrir uma ostra em um jantar, Wilsdorf batizou sua criação de Rolex Oyster.
Para lançar o novo relógio de sua companhia dentro da consciência popular, Wilsdorf saiu-se com um engenhoso golpe publicitário. Após saber que uma jovem britânica chamada Mercedes Gleitze planejava nadar através do Canal da Mancha, ele a presenteou com um Rolex Oyster e despachou um fotógrafo para registrar o seu esforço. Quando Gleitze emergiu triunfalmente do mar, seu Oyster mantinha a hora perfeitamente e, fiel a seu nome, tinha se mantido à prova da água. Wilsdorf capitalizou o fato com um anúncio sensacionalista na primeira página no jornal London’s Daily Mail: "O maravilhoso relógio que desafia os elementos: à prova de umidade. À prova de água. À prova de calor. À prova de vibração. À prova de frio. À prova de poeira." Era a gênese da famosa campanha de anúncios de testemunhos que continua até hoje.
Se o primeiro Oyster tinha um calcanhar de Aquiles, este era a sua coroa. O relógio era hermético apenas quando a coroa estivesse rosqueada. Para desencorajar as pessoas de brincarem com a coroa, Wilsdorf veio com uma outra inovação que impulsionou a indústria ainda mais à frente. Em 1931, a Rolex introduziu um rotor "perpétuo" que literalmente dava corda ao relógio a cada movimento do pulso do usuário. O primeiro relógio automático de sucesso tornou-se a pedra fundamental do império Rolex. O Oyster Perpetual é o que realmente faz um Rolex ser um Rolex - é à prova de água, com um pequeno motor que você aciona a cada vez que movimenta o braço.
Mais de 70 anos depois, o Oyster Perpetual já foi submetido às piores condições possíveis. Ele sobreviveu às profundezas do oceano com Jacques Piccard e à conquista do Everest com Sir Edmund Hillary. Ele manteve a sua precisão em temperaturas abaixo de zero no Ártico, no escaldante Saara e na ausência da gravidade do espaço. Ele ignorou acidentes de aviões, naufrágios, acidentes de lanchas, quebrou a barreira do som e foi ejetado de um caça a jato a 22.000 pés. Eis alguns dos relatos mais notórios: o inglês que inadvertidamente derrubou seu Oyster em uma máquina de lavar roupa, lavou-o em um ciclo escaldante, enxaguou, centrifugou e secou; o paraquedista australiano que o deixou cair a 800 pés da superfície; o californiano cuja esposa acidentalmente assou o seu Oyster em um forno a 500 graus. Em todos os casos, o Rolex recuperado estava funcionando perfeitamente.
Quando da chegada da Segunda Guerra Mundial, o nome Rolex tinha tanto prestígio na Grã-Bretanha que os pilotos da Real Força Aérea (RAF) rejeitavam relógios inferiores distribuídos pelo governo e usavam seus soldos para quase esgotar o estoque inglês de Oyster Perpetuals. A gentileza era devidamente recompensada: qualquer prisioneiro de guerra britânico cujo Rolex fosse confiscado precisava apenas escrever para Genebra para receber sua reposição. Soldados ianques voltavam para casa com um novo souvenir em seus pulsos. E assim o romance dos EUA com a Rolex começou.

## Novos rumos
Embora tenha vivido em Genebra por 40 anos, Wilsdorf nunca tornou-se um cidadão suíço. Ele morreu como britânico em 1960 e foi lembrado pelos colegas como um homem bem humorado e paternal que amava a vida tanto quanto amava um fino relógio. Dois anos após a sua morte, o quadro de diretores da companhia nomeou André Heiniger, aos 41 anos de idade, como o novo diretor geral da Rolex. Tendo trabalhado com Wilsdorf por 12 anos, Heiniger compartilhava a visão de seu patrão para a empresa, bem como seu alto nível de energia. Todos estes traços provaram-se inestimáveis quando a indústria relojoeira suíça encontrou-se caindo no esquecimento.
Bem como o vídeo acabou com a estrela do rádio, a explosão do quartzo no final dos anos 1960 e início dos anos 1970 quase varreu o relógio mecânico mais rápido do que dizer "Seiko". Com a substituição do trabalho intensivo do artesanato pela tecnologia digital de baixo custo, os japoneses deixaram a indústria suíça em estado crítico. Enquanto a maioria das casas de Genebra embarcava febrilmente na moda do quartzo, a Rolex resolutamente se agarrava às suas armas mecânicas. Quando a poeira se assentou, mais da metade dos manufatureiros de relógios de Genebra havia afundado. Um terço dos sobreviventes, incluindo nomes de prestígio tais como Omega, Longines, Blancpain, Tissot, Rado e Hamilton, foram incorporados por um consórcio de investidores privados para evitar a falência. Este destino não afligiria a Rolex. Wilsdorf, um viúvo sem herdeiros, criou um fundo privado gerido por um quadro de diretores para assegurar que a empresa nunca seria vendida.
O que fez a Rolex ser tão resistente? A coisa mais importante que ajudou a salvar a Rolex foi que até então a empresa havia sido gerida por apenas dois diretores: Hans Wilsdorf e André Heiniger. Eles realmente nunca tiveram que se preocupar com os resultados do trimestre. Eles podiam pensar no longo prazo: "Onde nós estaremos em cinco ou dez anos?" Era uma filosofia completamente diferente da de qualquer outra casa relojoeira. Mesmo em tempos de incerteza, a maior política da Rolex foi nunca mudar apenas ao sabor da moda. Uma prova disto é que o único modelo a quartzo desenvolvido pela Rolex nos anos 1970 nunca excedeu 7 por cento da produção total da empresa. Hoje, ele está em 2 por cento.
Se a Rolex tivesse "aderido" ao quartzo, de maneira alguma ela teria a imagem e o prestígio que tem hoje. E sendo uma empresa privada sem acionistas externos, ela pode permitir-se a permanecer imune a modas muito mais do que seus concorrentes. Isto significa sem caixas enormes, sem numerais malucos, sem formas de vanguarda - nada que parecerá datado no período de uma década.
Em 1992, Patrick Heiniger substituiu seu pai como diretor geral. Ambos os Heiniger compartilham as virtudes do otimismo sem fim e da discrição férrea, de acordo com seus colegas. É uma combinação que intriga seus rivais e observadores da indústria. Montres Rolex S.A. é enormemente reservada. Ela sempre foi uma empresa intrusa na Suíça. Seus principais executivos quase nunca dão entrevistas. Essencialmente, sua filosofia é deixar o produto falar por si mesmo. Na Rolex, o produto é uma obsessão.
Considere o cuidado tomado na decoração do interior de um Rolex - as peças que o usuário nunca vê. Na sede da empresa em Genebra, os artesãos da Rolex, vestidos com guarda-pós brancos, sobem em estações de trabalho ergonomicamente projetadas e então executam em silêncio minuciosas operações. Cada componente de todo movimento é esculpido com espirais, linhas ou voltas. Cada ângulo é arredondado e polido até brilhar. Isto não acrescenta nenhum benefício visível para o cliente, mas é um gesto que atesta o refinamento da marca.
O fato de que a Rolex sempre buscou produzir seus próprios movimentos, incluindo ai a mudança em 2000 dos movimentos Zenith/Valijoux do Cosmograph Daytona para uma obra da casa, a separa de outras marcas de relógios mecânicos bem conhecidas. Mais de 200 artesãos e técnicos trabalharão em um relógio antes que ele adquira a certificação da Rolex. Há muito mais em um Rolex do que o cliente médio irá precisar. E neste sentido ela pode ser como a Mercedes-Benz dos relógios de pulso. E não porque a Rolex gosta de esbanjar dinheiro, mas porque é assim que ela faz as coisas.
Antes de sair de Genebra, cada relógio Rolex deve passar por uma pista de obstáculos de testes de controle de qualidade de alta tecnologia. Cada mostrador, aro e coroa será checado e rechecado com relação a riscos, poeira e imperfeições estáticas. A distância microscópica entre os ponteiros de horas e minutos será caprichosamente calibrada para se assegurar que eles permanecerão perfeitamente paralelos. Uma câmara pressurizada irá certificar que cada relógio seja impermeável até uma profundidade de 330 pés (os modelos para mergulho Submariner e o Sea-Dweeller são garantidos até 1000 e 4000 pés, respectivamente). E cada relógio deverá encarar um teste de precisão contra um relógio atômico. Apenas após passar por dezenas de testes um relógio recebe o selo Rolex.
Esta atenção ao detalhe limita a produção da Rolex a cerca de 650.000 relógios por ano, baseada em uma estimativa da indústria. Isto pode parecer muito, mas é muito menos que a demanda do mercado. Mas, como André Heiniger uma vez disse, Nós nunca quisemos ser a maior, mas certamente uma das melhores

## Alguns modelos e lojas ao redor do mundo

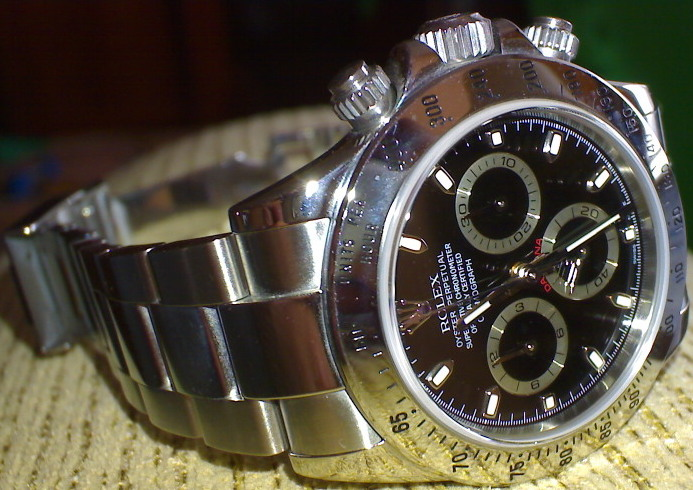
Rolex Daytona em aço inox (ref. 116520)
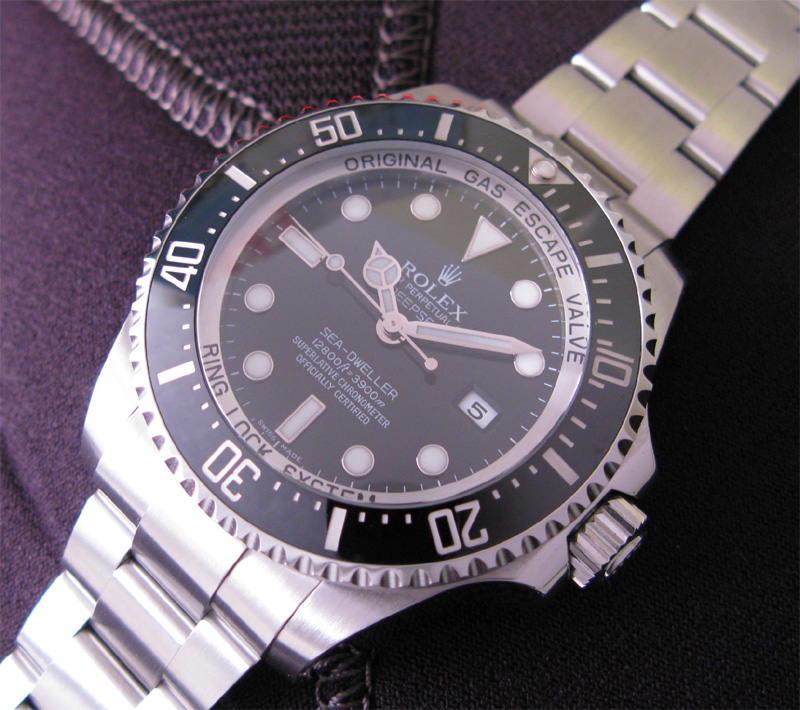
Rolex Sea Dweller (ref. 116660)
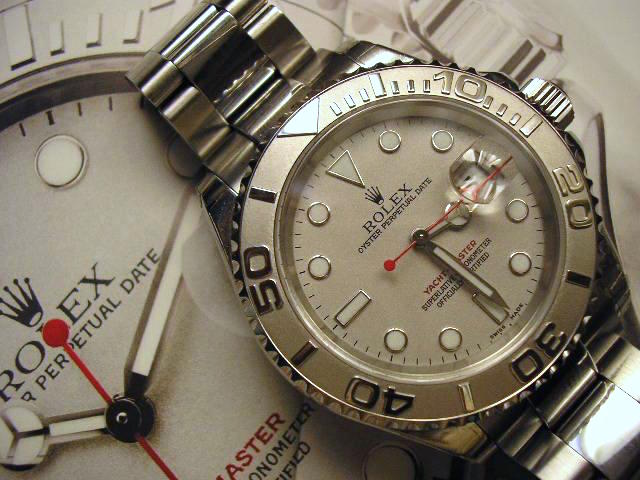
Rolex Yacht-Master
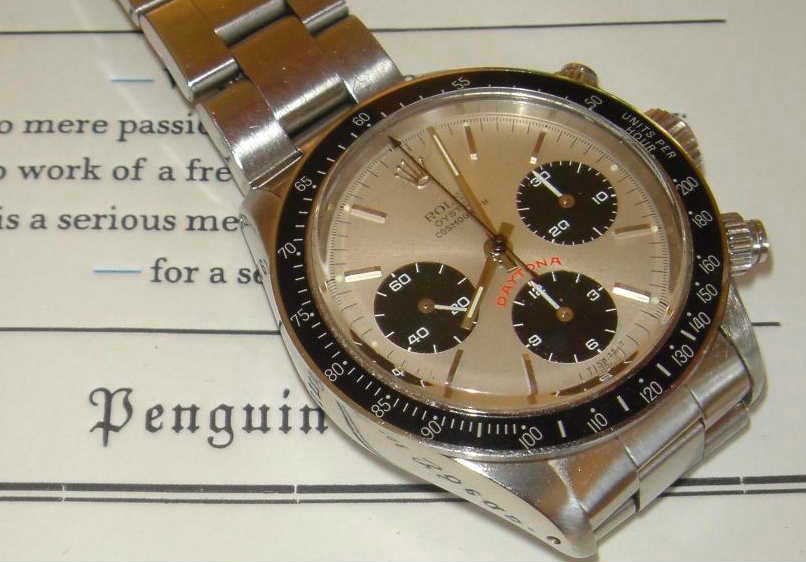
Rolex Daytona com mostrador branco (ref. 6263)
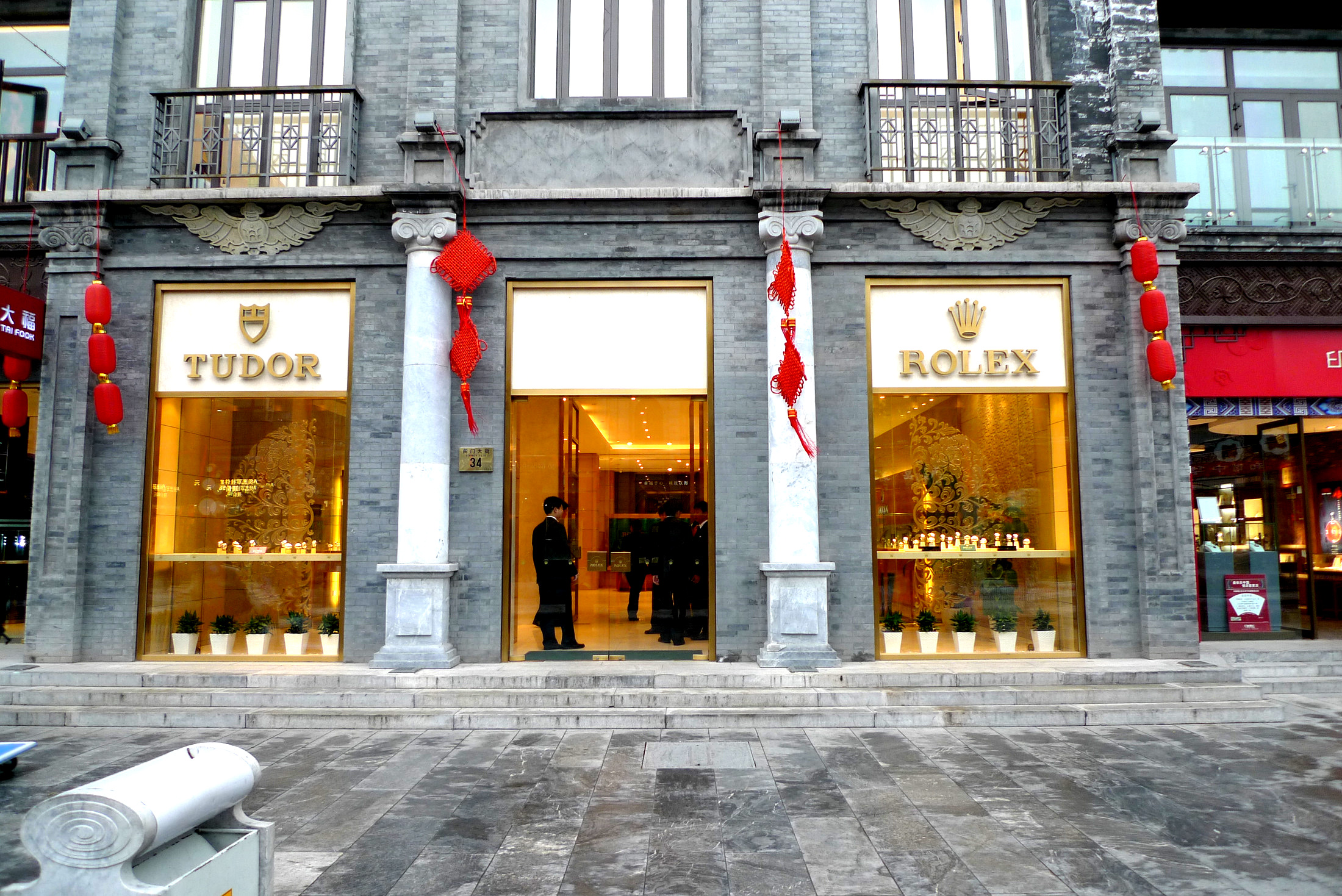
Rolex Pequim
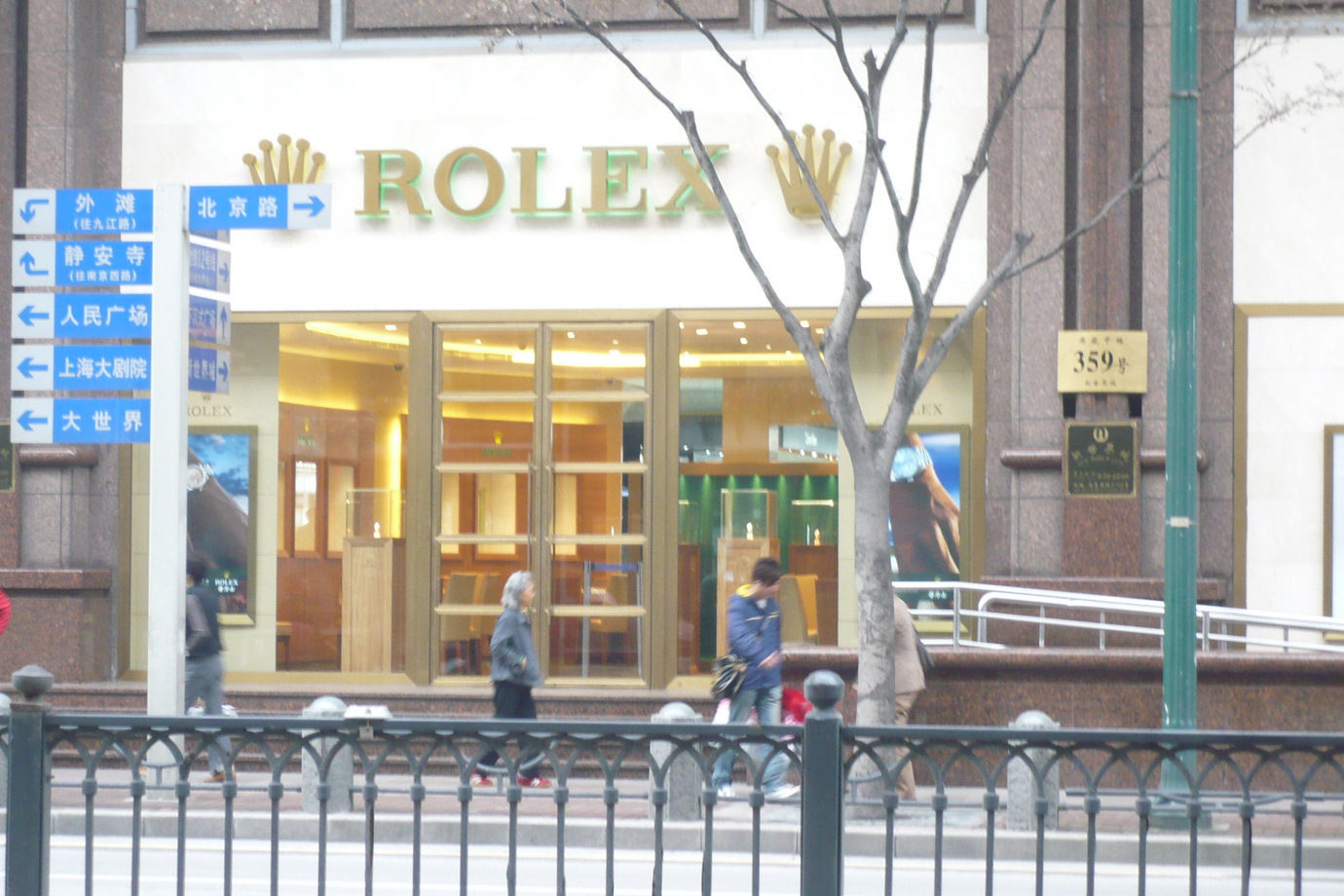
Rolex Shanghai
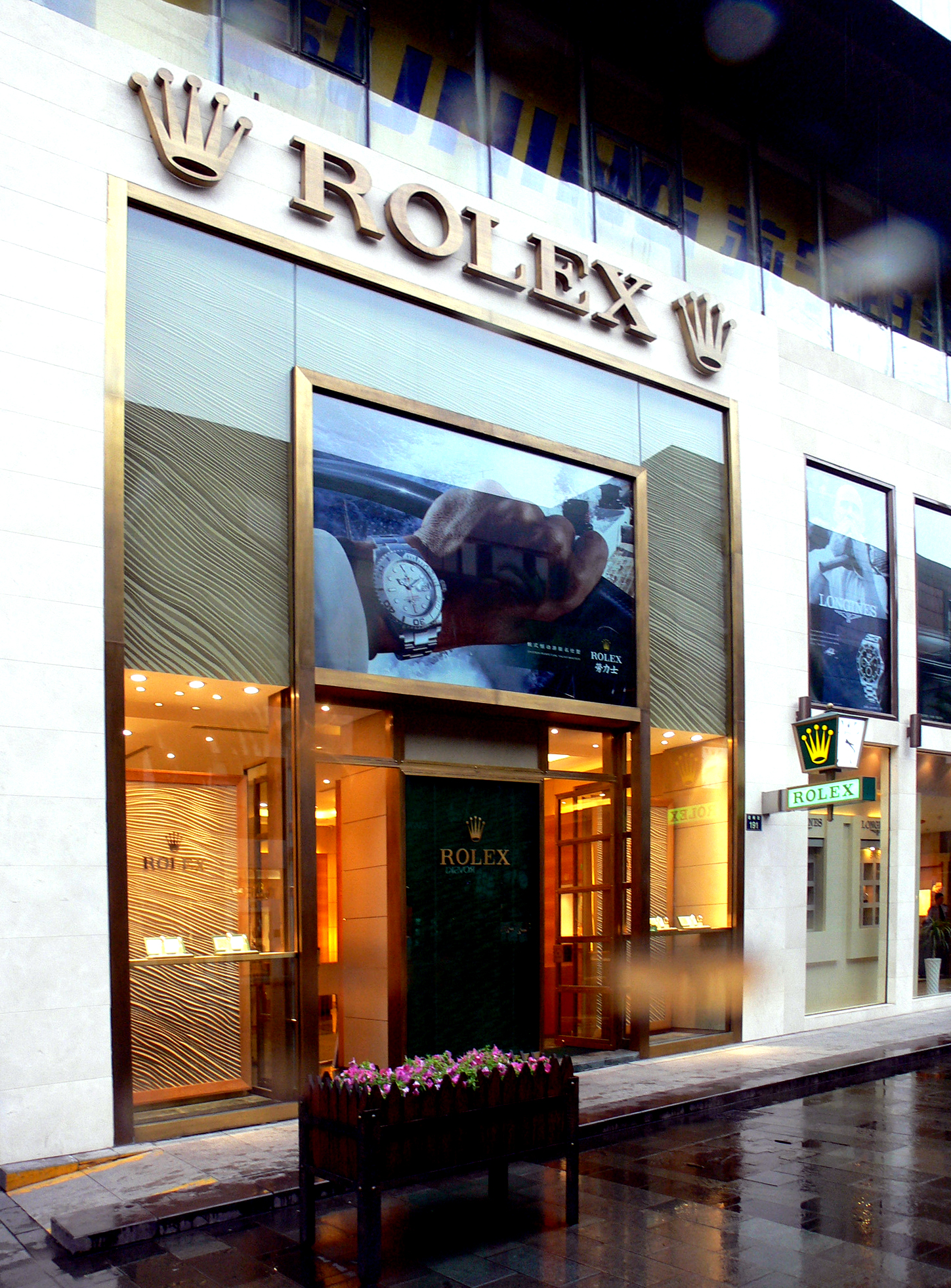
Rolex Ningbo
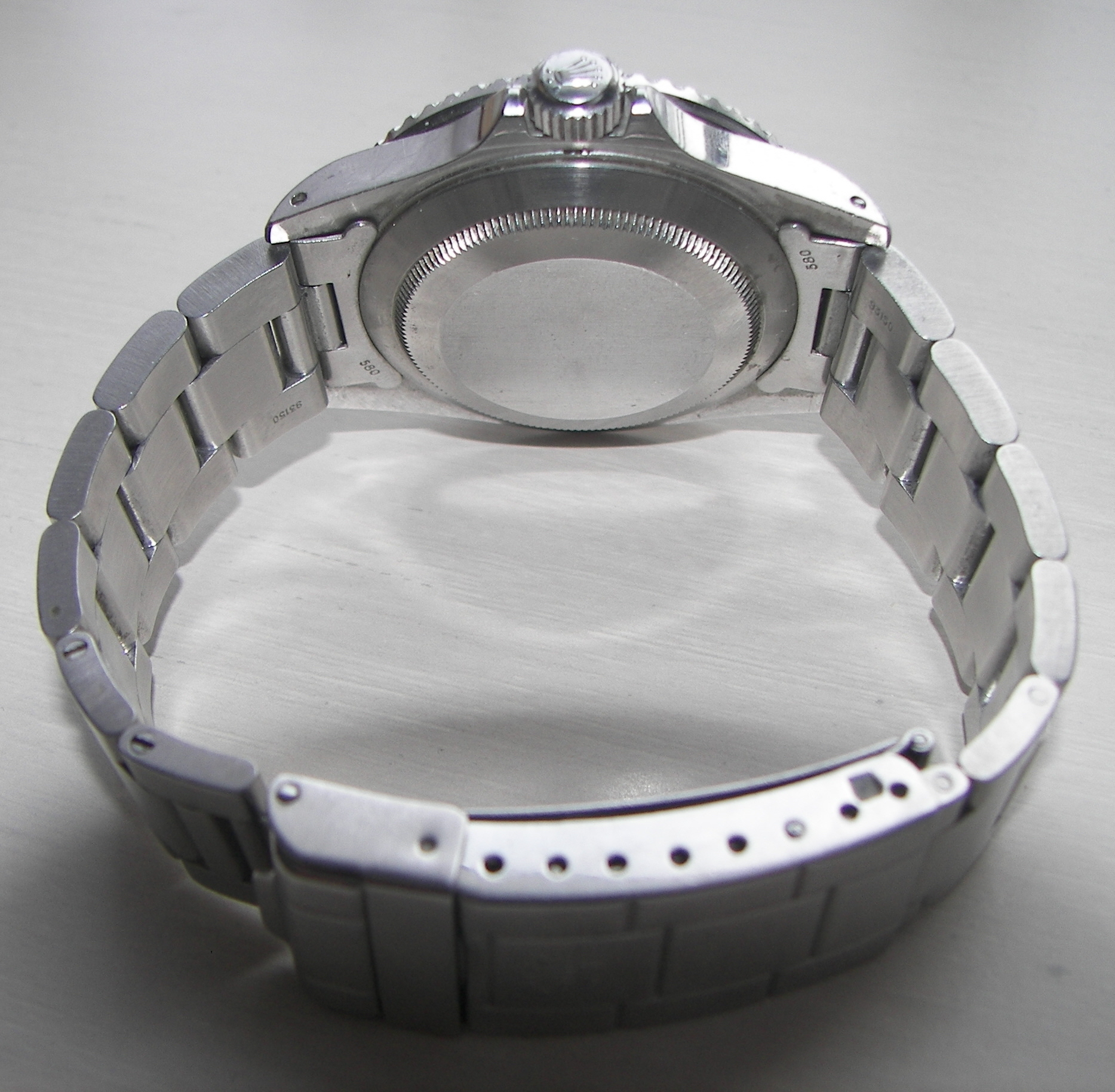
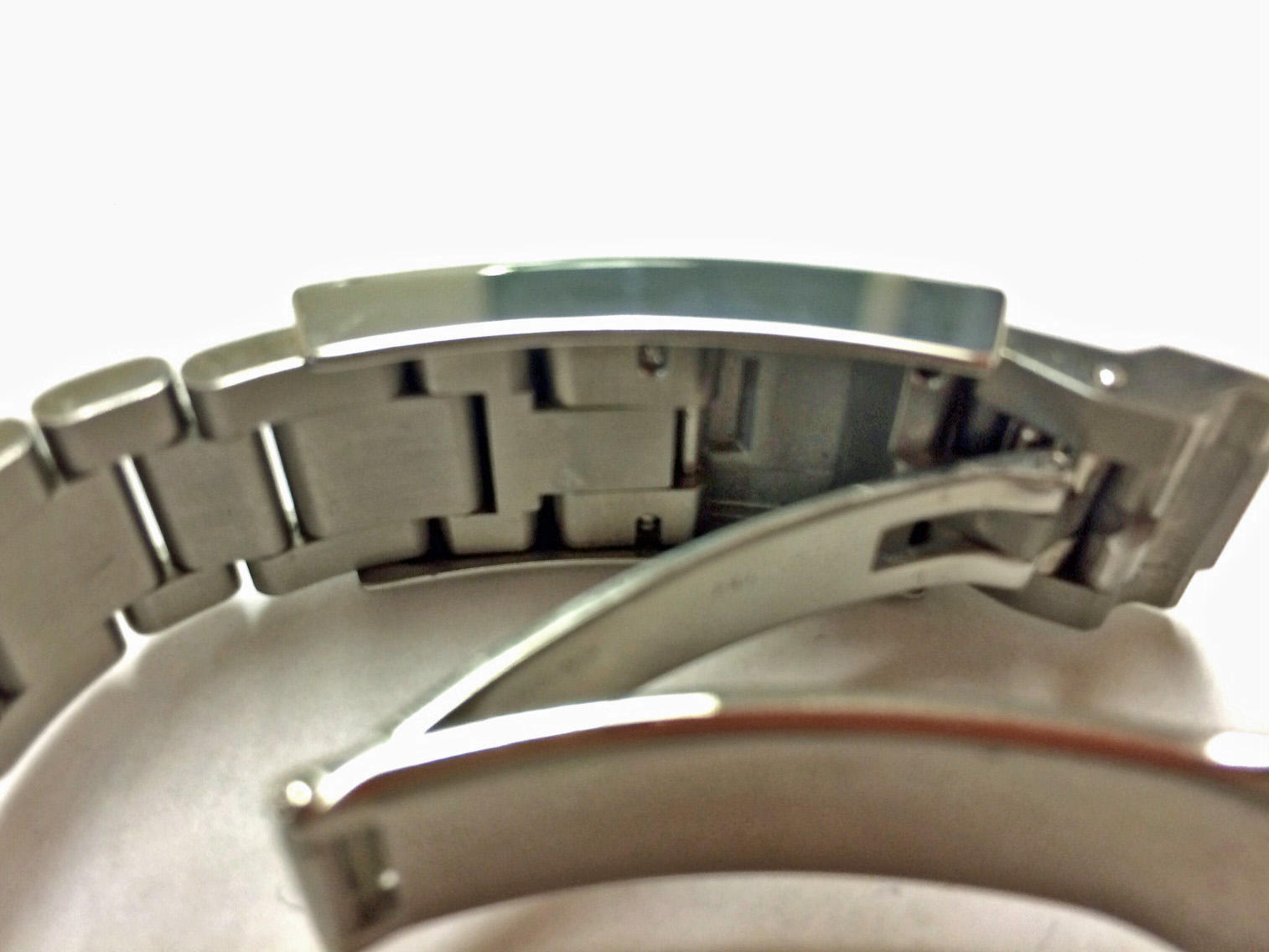

### Modelos
- Air-King [11]
- Air-Lion [12]
- Datejust
- Datejust II
- Lady Datejust Pearlmaster
- Cosmograph Daytona
- Cellini Moonphase
- Day-Date
- Day-Date II
- Explorer (lançado em 1960 enquanto Explorer I)
- Explorer II
- GMT Master
- GMT Master II
- Masterpiece
- Milgauss
- Oyster Perpetual
- Oysterquartz
- Oyster Veriflat
- Prince
- Sea Dweller
- Sea Dweller DeepSea
- Space Dweller
- Sky Dweller
- Submariner
- Yacht-Master
- Yacht-Master II

## Na Cultura
Com uma história de ultrapassa os 100 anos, várias foram as figuras que popularizaram o uso de modelos da Rolex, entre os quais:
- Paul Newman, actor que até hoje tem o seu apelido associado a um Rolex Daytona 6263 com a caseback gravada com a mensagem "Drive Carefully Me", presente da sua mulher Joanne Woodward. [13]
- Winston Churchill
- Steve McQueen, actor que popularizou o uso do  Rolex Explorer II e que, além da Rolex, também popularizou o modelo Monaco da TAG Heuer. [14]
- Elvis Presley
- John F. Kennedy, presidente que popularizou o uso do Rolex Day-Date ganhando-lhe o nome do President Rolex, cujo nome perdura até hoje mas apenas para a bracelete jubilee do mesmo modelo, relógio oferecido pela atriz Marilyn Monroe com a caseback gravada com "Jack, with love, as always. Marilyn". [14]
- Tenzing Norgay, alpinista que usou um Rolex Explorer quando escalou o Monte Everest com Sir Edmund Hillary em 29 de maio de 1953.[15]